# 火焰狀構造

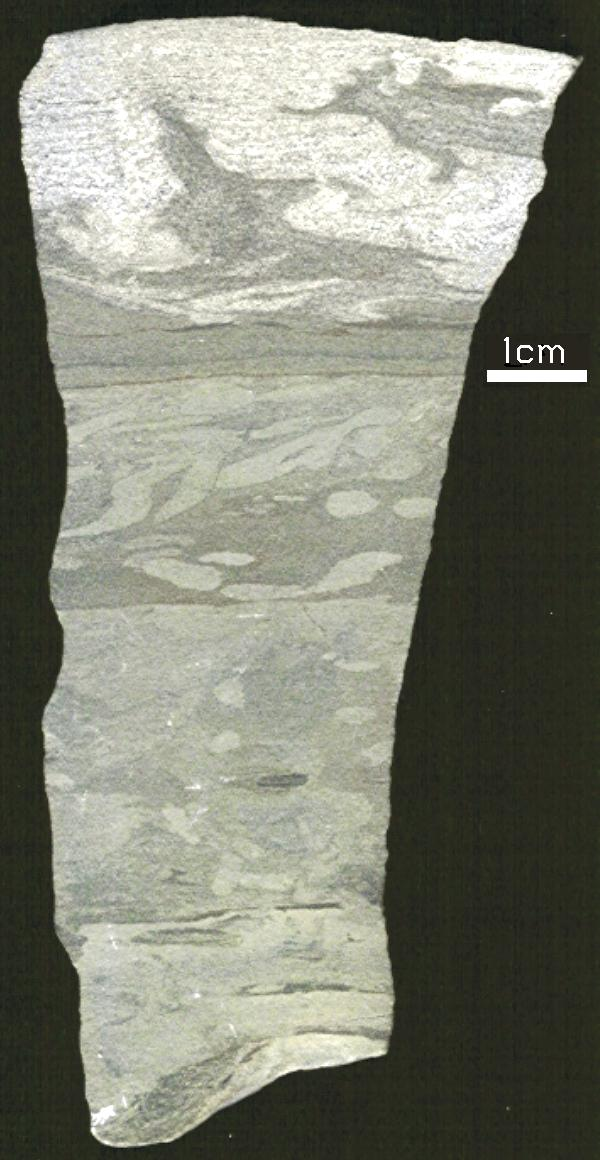
白雲質粉砂岩樣品剖面，頂部顯示火焰結構。地點：州際公路I-71，28 號出口。 奧陶紀Saluda白雲岩

火焰狀構造（英語：Flame structure）是一種在鬆散沉積物中形成的軟沉積物變形。 通常在兩個地層都被水飽和時，上覆地層的重量迫使下層地層向上擠入上覆地層内。 由此在橫截面上，造成類似於火焰的結構。一般上層地層的密度必須高於下層地層，或者上下地層必須存在壓差。